# August von Platen
Pour les articles homonymes, voir Von Platen.
Œuvres principales
- Sonnets vénitiens

August von Platen, né le 24 octobre 1796 à Ansbach et mort le 5 décembre 1835 à Syracuse, est un poète lyrique et dramaturge allemand. Appartenant au courant romantique allemand, ses journaux intimes révèlent une âme passionnée éprise d'idéal et une sensibilité exacerbée, profondément influencées par la Méditerranée et l'Orient.

## Biographie
August von Platen est le fils de Friederike Luise von Reitzenstein (1751-1815) et d'August Philipp von Platen (1748-1831), haut fonctionnaire (Oberforstmeister) au service du margrave de Brandebourg-Ansbach. L'enfant grandit en pleine réorganisation du Saint-Empire, qui, sous la pression des armées révolutionnaires françaises, voit peu à peu fusionner la Franconie avec le Royaume de Bavière. Platen intègre l'école des cadets (Kadettenhaus) de Munich où il montre déjà une certaine attirance pour la poésie. En 1810, l'adolescent rejoint la maison royale des pages (Königliche Pagerie).
En 1814, il est nommé lieutenant dans le régiment d'infanterie du Corps royal bavarois (de). Il participe à la campagne de France en 1815, bivouaquant à Mannheim puis dans l'Yonne, mais sans vraiment essuyer le feu des armées napoléoniennes. Trouvant la vie de garnison détestable (son journal intime en témoigne), il demande un congé et part explorer la Suisse et les Alpes bavaroises, puis intègre l'université de Wurtzbourg en tant qu'étudiant en philosophie en 1818.
En 1819, il s'inscrit à l'université d'Erlangen, fasciné par le philosophe Friedrich von Schelling qui y professe et devient l'un de ses plus fervents admirateurs, tout en se consacrant aux études orientales, se passionnant pour la poésie persane, notamment le ghazal.
Ses études vont durer sept ans pendant lesquelles il publie un nombre important de recueils de poésie, dans un style inspiré par l'orientalisme d'un Friedrich Rückert (qui enseigne à Erlangen) mais aussi du monde latin, ainsi que des drames et des comédies, retenant l'attention entre autres de Goethe, qui rattache par exemple Der gläserne Pantoffel (1823) à l'Espagne d'un Calderón. En même temps, Platen se lance dans une polémique, critiquant une certaine poésie romantique, s'attirant les foudres d'une partie du cénacle. Son univers tranche sensiblement de l'esprit nationaliste dominant et veut renouer le romantisme avec  ses racines méditerranéennes.
En 1826, il part pour la première fois explorer l'Italie, passant par Venise, Florence, puis Naples, voyage durant lequel il compose de nombreux sonnets.
En 1827, le poète Heinrich Heine, dans un chapitre intitulé « Die Orientsucht » (La manie orientale) contenu dans le deuxième tome de ses Tableaux de voyage (Reisebilder), critique Carl Leberecht Immermann et ses poèmes qui « vomissent le ghezal », allusion aux recueils éponymes de Platen parus en 1819 et qui connaissait une certaine vogue. L'année suivante, piqué, Platen répond dans Der romantische Ödipus, une comédie où il met en scène un dialogue entre un certain « Nimmermann » et le chœur, et où s'expriment des propos que l'on pourrait qualifier aujourd'hui d'antisémite, mais surtout dans lequel il nomme Heine : ce passage blessa profondément Heine qui venait de se convertir au protestantisme et briguait un poste à l'université bavaroise. La réponse de Heine ne se fait pas attendre : en 1830, il publie dans le troisième volume de ses Tableaux un texte intitulé « Les Bains de Lucques » dans lequel dès l'incipit, il révèle de façon allusive les penchants homosexuels de Platen, le citant nommément, et déclenchant une enquête. Cette affaire publique pousse Platen à s'installer définitivement en Italie. Il écrit : « Plutôt renoncer à mon pays natal / Que porter parmi une race infantile / Le joug de l'aveugle haine populacière ».
Grand lecteur de l'Histoire de l'art chez les Anciens de Johann Joachim Winckelmann, il trouve dans Rome, Naples et la Sicile le terrain propice à son idéal poétique, et surtout, peut espérer vivre pleinement sa sexualité. Pourtant, son journal révèle une vie solitaire et modeste. Cependant, il reste proche du peintre Moritz von Schwind (qui illustre ses lieders) et du poète August Kopisch, également peintre. Il bâtit plusieurs fresques historiques, sur la dynastie abasside (1830), puis sur le royaume de Naples, laquelle demeure inachevée. Il croise la route du poète italien Giacomo Leopardi et du théologien Gustav Gündel.
En 1832, à la mort de son père, il revient en Allemagne : ce fut là son dernier retour au pays. Il en profite pour faire éditer à Munich son œuvre poétique rassemblé en un volume (1833).
Il revient en Italie au cours de l'été 1834 et s'installe en Sicile au début de l'année 1835 pour passer l'hiver et poursuivre ses recherches historiques. Il est enterré à Syracuse, dans le jardin du baron Mario Landolina, chez qui il est mort des suites du choléra qu'il avait attrapé en novembre à Naples.
En 1839, commence à paraître son œuvre complète en Allemagne. Il est redécouvert notamment par Thomas Mann vers 1907, au moment où celui-ci compose La Mort à Venise.
Dominique Le Buhan et Eryck de Rubercy, ses premiers traducteurs français modernes, notent qu'il est « historiquement le premier grand poète homosexuel au sens moderne, dont on ne saurait édulcorer la personne et l’œuvre ».
Une statue en bronze le représentant orne une place de la ville d'Ansbach et une rue de Syracuse porte son nom.
Le prix Platen a été créé en 2005, récompensant un écrivain de langue allemande, et offert par la ville d'Ansbach.

## Œuvres inédites

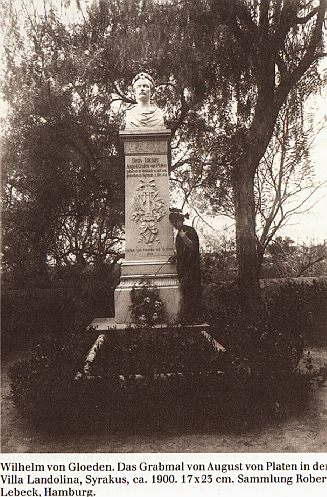
Photographie du tombeau d'August von Platen à Syracuse par Wilhelm von Gloeden (1900).

### Poésie
- Tristan, 1825.
- Polenlieder, 1831.

### Drame et comédie
- Der gläserne Pantoffel, 1823
- Der Schatz des Rampsinit, 1824
- Der Turm mit den Sieben Pforten, ein Lustspiel, 1825
- Die verhängnisvolle Gabel, 1826
- Der romantische Ödipus, 1829
- Die Liga von Cambrai, 1833

### Essai historique
- Geschichten des Königreichs Neapel von 1414 bis 1443, 1833.
- Die Abassiden, 1830-1834.

### Journal intime
- Die Tagebücher des Grafen August von Platen, 1796-1835.

## Œuvres traduites en français
- Sonnets d'amour et Sonnet vénitiens (Sonette aus Venedig, 1825), tr. et présentés par Dominique Le Buhan et Eryck de Rubercy, Paris, Orphée/La Différence, 1993.
- Odes italiennes, tr. et présentés par Dominique Le Buhan et Eryck de Rubercy, Paris, Orphée/La Différence, 1995.
- Journaux. Mémorandum de ma vie, 1813-1835 (extraits), tr. et présentés par Dominique Le Buhan et Eryck de Rubercy, coll. « Latitudes », Paris, La Différence, 1995  (ISBN 978-2729110826).
- Le Livre des épigrammes, tr. et présentés par Dominique Le Buhan et Eryck de Rubercy, coll. « Le fleuve et l'écho », Paris, La Différence, 2001  (ISBN 978-2729113476).
- Églogues et idylles, tr. et présentés par Dominique Le Buhan et Eryck de Rubercy, Paris, La Différence, 2002  (ISBN 978-2729113711).
- Ghasels (Ghaselen, 1821), tr. par Michèle Rey, coll. « Classiques », Paris, ErosOnyx, 2011  (ISBN 978-2918444084).